# Sturzovca, Glodeni
Sturzovca este un sat din raionul Glodeni, Republica Moldova. Localitatea este situată la 21 km depărtare de Bălți și 158 km de Chișinău

## Demografie

### Structura etnică
Structura etnică a satului conform recensământului populației din 2004:
| Grup etnic       | Populație | % Procentaj |
| ---------------- | --------- | ----------- |
| Ucraineni        | 3.194     | 65,77%      |
| Moldoveni/Români | 1.418     | 29,2%       |
| Ruși             | 225       | 4,63%       |
| Bulgari          | 6         | 0,12%       |
| Găgăuzi          | 3         | 0,06%       |
| Țigani           | 1         | 0,02%       |
| Alții            | 9         | 0,19%       |
| Total            | 4.856     | 100%        |

## Administrație și politică
Componența Consiliului local Sturzovca (13 consilieri), ales la 5 noiembrie 2023, este următoarea:
|  | Partid                                        | Consilieri | Componență | Componență | Componență | Componență | Componență | Componență | Componență |
|  | --------------------------------------------- | ---------- | ---------- | ---------- | ---------- | ---------- | ---------- | ---------- | ---------- |
|  | Partidul Socialiștilor din Republica Moldova  | 7          |            |            |            |            |            |            |            |
|  | Partidul Dezvoltării și Consolidării Moldovei | 2          |            |            |            |            |            |            |            |
|  | Partidul Schimbării                           | 1          |            |            |            |            |            |            |            |
|  | Partidul Nostru                               | 1          |            |            |            |            |            |            |            |
|  | Partidul „Renaștere”                          | 1          |            |            |            |            |            |            |            |
|  | Platforma Demnitate și Adevăr                 | 1          |            |            |            |            |            |            |            |